# Diocesi di Altamura-Gravina-Acquaviva delle Fonti

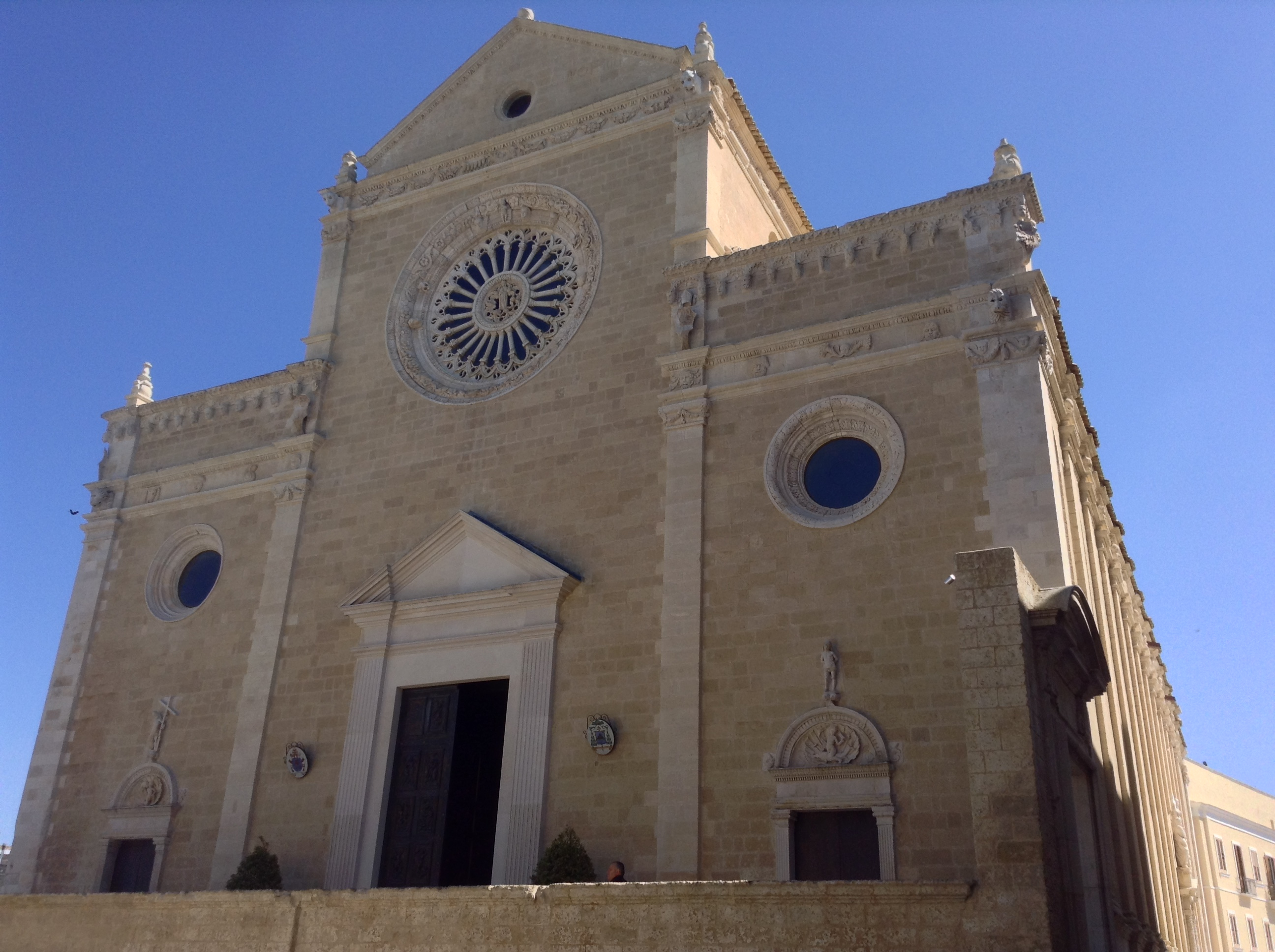
La concattedrale di Santa Maria Assunta a Gravina in Puglia.

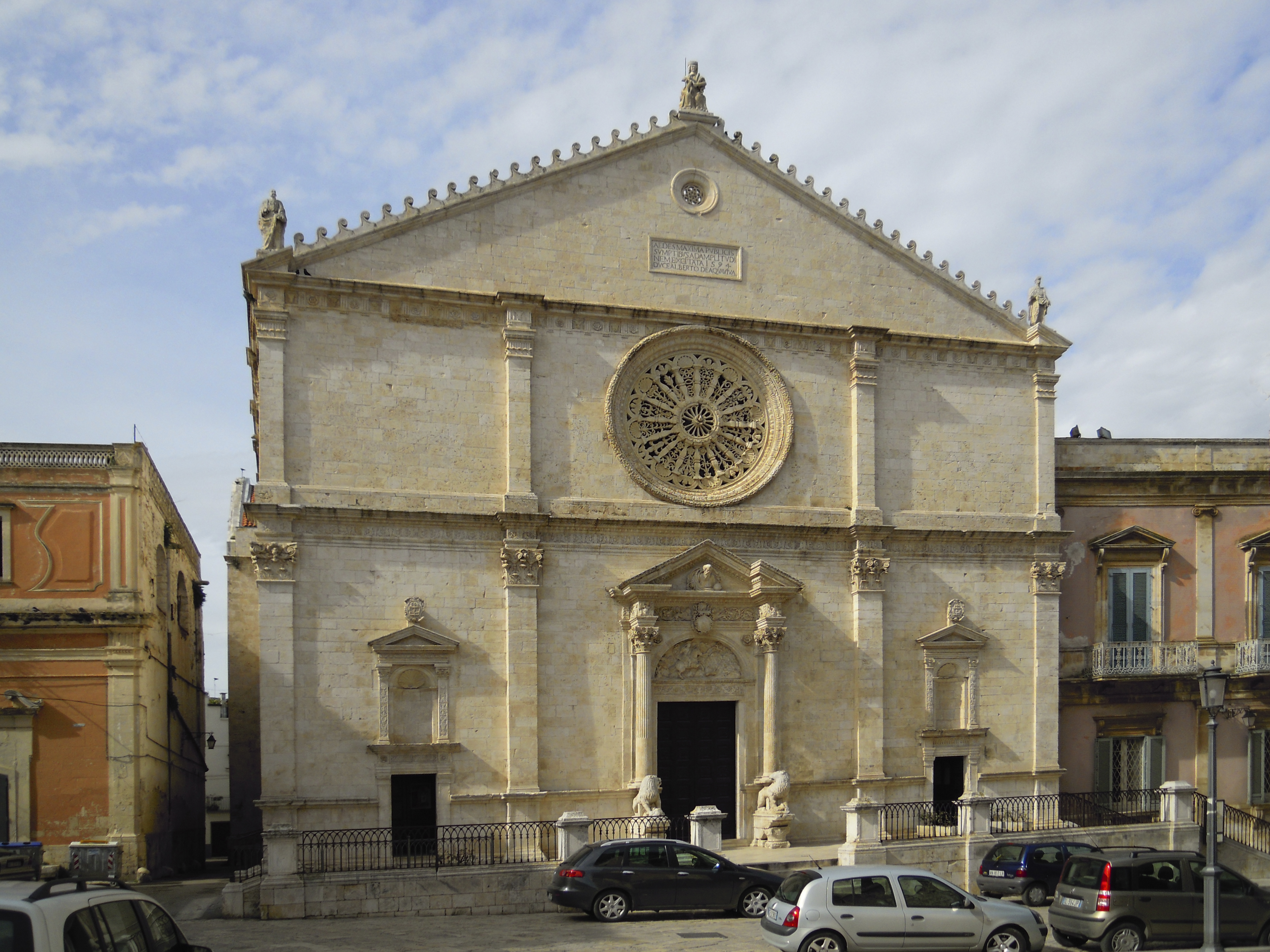
La concattedrale di Sant'Eustachio Martire ad Acquaviva delle Fonti.

La diocesi di Altamura-Gravina-Acquaviva delle Fonti (in latino Dioecesis Altamurensis-Gravinensis-Aquavivensis) è una sede della Chiesa cattolica in Italia suffraganea dell'arcidiocesi di Bari-Bitonto appartenente alla regione ecclesiastica Puglia. Nel 2023 contava 162.800 battezzati su 166.700 abitanti. È retta dal vescovo Giuseppe Russo.

## Patroni
Patroni principali della diocesi sono sant'Irene da Lecce, vergine e martire, commemorata il 5 maggio, già patrona della prelatura di Altamura; san Michele arcangelo, principe delle milizie celesti, commemorato il 29 settembre, già patrono della diocesi di Gravina; sant'Eustachio, martire, commemorato il 20 settembre, già patrono della prelatura di Acquaviva.

## Territorio
La diocesi comprende i comuni pugliesi di Altamura, Gravina in Puglia, Acquaviva delle Fonti, Santeramo in Colle, Spinazzola e Poggiorsini.
Confina a nord-ovest con la diocesi di Andria, a sud-est con la diocesi di Castellaneta e nord con l'arcidiocesi di Bari-Bitonto e la diocesi di Molfetta-Ruvo-Giovinazzo-Terlizzi.
Sede vescovile è la città di Altamura, dove si trova la cattedrale di Santa Maria Assunta. Sempre a Santa Maria Assunta è dedicata la concattedrale che sorge a Gravina in Puglia, mentre la concattedrale di Acquaviva delle Fonti è dedicata a Sant'Eustachio. Ad Altamura sorgono anche curia diocesana e il museo diocesano. Sono riconosciuti come santuari diocesani, Maria Santissima del Buoncammino a Altamura e Maria Santissima del Bosco a Spinazzola. A Gravina in Puglia si trovano il palazzo episcopale e il seminario diocesano.

### Parrocchie e vicariati
Il territorio si estende su 1 309 km² ed è suddiviso in 40 parrocchie, raggruppate in 10 vicariati: Altamura 1, Altamura 2, Altamura 3, Altamura 4, Gravina 1, Gravina 2, Gravina 3, Acquaviva delle Fonti, Santeramo, Spinazzola-Poggiorsini.

## Storia
L'odierna diocesi è frutto dell'unione di tre sedi episcopali attuata nel 1986.

### Acquaviva
Secondo alcuni autori e cronisti, Acquaviva vanterebbe una sede episcopale documentata a partire dalla seconda metà del V secolo, con tre vescovi: Paolino nel 463, Benigno dal 487 al 502, e Bonifacio nel 503. Questi vescovi sono attribuiti alla sede pugliese da Giuseppe Cappelletti e da Ferdinando Ughelli, il quale tuttavia avanza anche la possibilità che questi vescovi appartengano ad altre sedi omonime, in particolare la diocesi di Acquaviva sulla via Flaminia a nord di Roma. Anche Michele Garruba è scettico nell'attribuire questi tre vescovi alla città pugliese. «La semplice testimonianza dei cronisti, non supportata al momento da una documentazione probante, lascia ancora insoluta la questione».
La chiesa dell'Assunzione di Acquaviva fu fondata verso la metà del XII secolo da Roberto Gurgulione, signore normanno del territorio, che vi nominò un arciprete, Andrea, e la rese indipendente dalla giurisdizione dell'arcivescovo di Bari, da cui fino a quel momento la città era dipesa. Il 26 marzo 1221 l'arcivescovo Andrea III di Celano riconobbe ufficialmente l'esenzione della chiesa di Acquaviva con bolla inviata all'arciprete Unfredo.
Secondo Giuseppe Pupillo, fin dalla sua fondazione la chiesa di Acquaviva aveva il carattere di chiesa palatina, «giacché gli elementi fondamentali di tale status erano tutti presenti: costituzione e dotazione da parte di un principe di mezzi e terreni propri; diritto del re o del signore della nomina dell'ecclesiastico preposto alla chiesa o alla cappella; esenzione giurisdizionale dall'autorità vescovile e arcivescovile». Di parere diametralmente opposto Antonio Lucarelli, secondo cui la chiesa di Acquaviva non fu mai palatina.
A partire dalla metà del XV secolo i metropoliti baresi iniziarono a contestare l'autonomia della Chiesa di Acquaviva. Il primo fu Francesco de Aiello che nel 1452 dichiarò apocrifa la bolla del suo predecessore Andrea III del 1221, e ridusse unilateralmente la Chiesa di Acquaviva a "recettizia", ossia dipendente dalla famiglia che l'aveva fondata, ma non dal re. Su mandato di papa Niccolò V, Giacomo di Bisceglie riconobbe le ragioni di Acquaviva e ripristinò la chiesa nei suoi antichi diritti. Un secondo tentativo fu attuato da Girolamo Grimaldi nel 1532, ma senza riuscire ad ottenere nulla.
Un nuovo attacco all'autonomia di Acquaviva fu avviato dall'arcivescovo Antonio Puteo, che nel 1590 fece ricorso alla Santa Sede, la quale dette incarico ai cardinali Antonio Saulo e Ottavio Paravicino di dirimere la questione. La loro decisione, favorevole ancora una volta ad Acquaviva, arrivò solo il 6 aprile 1601, fu convalidata da papa Paolo V nel 1605, ottenne il regio exequatur il 14 febbraio 1606 e fu comunicata all'arcivescovo Decio Caracciolo dopo il 6 luglio dello stesso anno. Questi "tempi lunghi" non fecero che inasprire gli animi e rendere più tesi i rapporti tra Bari e Acquaviva. Lo stesso Caracciolo nel 1610 contestò formalmente la sentenza del 1601, ma senza risultati.
Sul finire del Seicento, dopo un'altra sentenza a favore di Acquaviva pronunciata da papa Innocenzo XII del 1692, l'arcivescovo Carlo Loffredo fece ricorso alla Rota romana, la quale «non tenendo conto delle sentenze precedenti, stabilì che "per consuetudine" spettasse al ricorrente e ai suoi successori il diritto di ordinare primiceri e conferire benefici e canonicati vacanti nella chiesa di Sant'Eustachio di Acquaviva, mentre all'arciprete era riconosciuta la giurisdizione nelle cause civili, ma non in quelle criminali». L'arciprete Bernal protestò per la perdita dei suoi diritti, ma fu incarcerato a Roma. Per ottenere la libertà dovette firmare nel 1696 una dichiarazione con la quale rinunciava per sempre a tutti i suoi diritti e le sue prerogative. La Chiesa di Acquaviva perse così dopo oltre quattro secoli la sua indipendenza e fu sottomessa all'autorità degli arcivescovi di Bari.
La questione fu ripresa dagli acquavivesi dopo la pubblicazione della bolla Convenit di papa Benedetto XIV nel 1741 sui diritti del "Cappellano Maggiore del Regno" e sulle chiese palatine. Essi fecero ricorso al Cappellano Maggiore del Regno, «il quale, dopo una lunga serie di discussioni durate più di dieci anni, dopo un'infinità di esami e perizie, dopo cento allegazioni di avvocati celeberrimi, con sentenza del 16 gennaio 1789, riconfermata, contro appello della curia barese, il 27 aprile 1792» riconobbe che la Chiesa di Acquaviva era di regio patronato e palatina e l'arciprete un prelato nullius dioecesis, ossia non sottomesso a nessuna autorità diocesana. Furono tre i prelati nullius dopo la sentenza del 1789: Valerio Giustiniano Persio († 1800), Pietro Monticelli († 1815) e Ignazio Palmitessa († 1817).
Ma la riconquistata autonomia della chiesa acquavivese durò poco. Infatti, in seguito al concordato tra Santa Sede e Regno delle Due Sicilie del febbraio 1818, in esecuzione di alcuni articoli segreti della convenzione del 1741, che prevedevano la soppressione delle prelature nullius del Regno, fu soppressa la prelatura di Acquaviva, aggregandola nuovamente all'arcidiocesi di Bari. I tentativi di Acquaviva di recuperare le antiche prerogative furono respinti da rescritti regi del 1840 e 1844.
Alla fine di questo lungo percorso, la Chiesa di Acquaviva ebbe definitivamente la meglio. Infatti, il 17 agosto 1848, con la bolla Si aliquando di papa Pio IX, la chiesa di Acquaviva fu sottratta alla giurisdizione dell'arcivescovo di Bari ed eretta a prelatura nullius, contestualmente unita aeque principaliter alla prelatura di Altamura. Con la medesima bolla le due prelature furono rese immediatamente soggette alla Santa Sede.

### Altamura

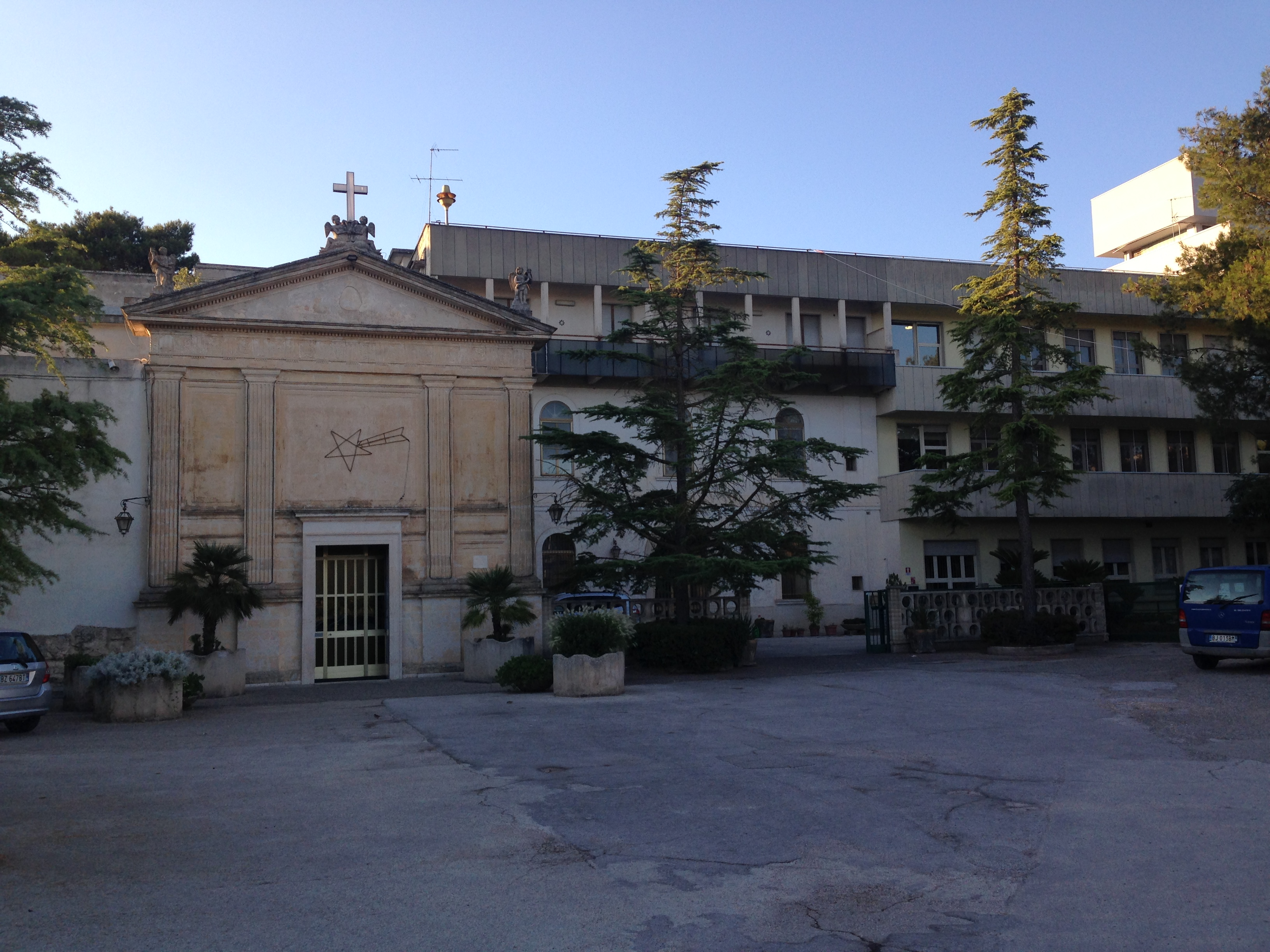
Il santuario di Maria Santissima del Buoncammino ad Altamura

Federico II di Svevia, dopo aver rifondato la città di Altamura attorno al 1230, vi eresse una grande chiesa dedicata all'Assunta, con il titolo di cappella palatina, alla quale concesse il privilegio dell'esenzione da qualsiasi giurisdizione vescovile e arcivescovile, dipendente solamente dal sovrano, al quale spettava la nomina degli arcipreti, e dalla Santa Sede. Primo arciprete, nominato da Federico II nel febbraio 1232, fu Riccardo da Brindisi, che ottenne da papa Innocenzo IV nel 1248 la conferma delle disposizioni del re.
Ben presto però i vescovi di Gravina iniziarono a vantare diritti sulla chiesa altamurana, opponendosi alle decisioni prese; iniziò così una lunga vertenza, che durerà secoli, «tra i prelati di Altamura e i vescovi di Gravina, ognuno pronto a far valere con ogni mezzo i propri diritti, reali o presunti che fossero».
I primi contrasti sorsero con l'avvento degli Angioini. Il vescovo di Gravina Giacomo (1250-1266) accusò gli altamurani di aver falsificato il diploma di Federico II e la bolla di Innocenzo IV; l'arciprete Palmiro De Viana fece ricorso al re Carlo I d'Angiò, che gli dette ragione; la Santa Sede intervenne a sua volta e depose il vescovo nell'ottobre del 1266. Il successore Pietro riprese la controversia, ma dovette riconoscere l'autenticità dei documenti altamurani e dunque l'indipendenza dell'arcipretura di Altamura.
Le cose si complicarono ulteriormente sul finire del secolo, quando divenne vescovo di Gravina Giacomo II (1294-1308), che riprese con maggiore veemenza la controversia. L'arciprete Dionigi Juppart ebbe l'incauta idea di consegnare i documenti originali del 1232 e del 1248 al vescovo, che non ci pensò due volte a farli sparire per sempre; di questi documenti oggi si conservano solo copie. Entrambe le parti fecero ricorso a Carlo II d'Angiò, il quale, il 20 ottobre 1298, per sottrarre Altamura alle continue pretese di Gravina, unì l'arcipretura al Tesorierato di San Nicola di Bari; da questo momento, a partire da Pietro De Angeriaco, saranno nominati prelati di Altamura i tesorieri baresi, cosa mal sopportata dagli altamurani, che vedevano lesa la loro autonomia. In secondo luogo, il re ordinò un processo giurisdizionale, iniziato alla fine di luglio 1299 e conclusosi il 20 gennaio 1301 con un accordo tra l'arciprete di Altamura e il vescovo di Gravina, che riconobbe di fatto l'autonomia altamurana. Al termine del processo, il tesoriere e prelato Pietro De Angeriaco fu oggetto di un attacco di sicari altamurani, che non riuscirono tuttavia nell'intento di assassinarlo. Anche il successore Rostaino riuscì a salvarsi da un attentato nel 1316. Il vescovo gravinese Nicola (circa 1320-1335) riprese la controversia contro gli arcipreti di Altamura, subendo anche lui un duro smacco, con la sospensione a divinis e l'interdizione per sette anni.
Nel 1442 ebbe fine l'unione dell'arcipretura di Altamura con il tesorierato di San Nicola, nel momento in cui il signore altamurano Giovanni Antonio Orsini del Balzo avocò a sé il diritto di nomina del prelato Pietro Di Gargano. Il 23 settembre 1485 l'arciprete Francesco Rossi ottenne da papa Innocenzo VIII «il privilegio che elevava la chiesa di Altamura da parrocchiale a collegiata insigne con un aumento considerevole dei capitolari, concedeva all'arciprete gli jura episcopalia, cioè portare il rocchetto, impartire la solenne benedizione, conferire gli ordini minori, esercitare la superiorità e il diritto di punire i sacerdoti, fregiarsi delle insegne vescovili. Inoltre Innocenzo VIII disponeva che Altamura potesse chiamarsi città.»
All'inizio del Cinquecento, i papi di Roma procedettero, per la prima volta, alla nomina dei prelati, nelle persone di Fabio Pignatelli e Niccolò Sapio. Il viceré di Napoli Pietro da Toledo, per ristabilire il diritto di nomina regia, nominò un contro-prelato, Vincenzo Salazar, che poté prendere possesso della sede solo nel 1550 e manu militari, con l'abbattimento delle porte della cattedrale, dove si era rinchiuso il capitolo. « A questo prelato si deve la costruzione della seconda torre campanaria e l'apposizione dei tre stemmi sulla facciata (quello di Carlo V d'Asburgo, di Pietro da Toledo e il suo) con una lunga iscrizione che ricordava le tappe storiche della prelatura nullius.»
Papa Clemente VIII (1592-1605) soppresse definitivamente le liturgie in rito bizantino che da secoli si celebravano nella chiesa di San Nicola di Mira ad Altamura.
Alla fine del Cinquecento i vescovi di Gravina ripresero ad attentare all'autonomia della Chiesa altamurana. Vincenzo Giustiniani (1593-1614), nobile genovese, riprese l'antica controversia con i prelati di Altamura, dando inizio «ad una delle vertenze più violente che la storia ecclesiastica di Gravina e Altamura ricordi». Nel 1601 infatti Giustiniani lanciò l'interdetto contro la città di Altamura e quattro anni dopo, con l'appoggio di papa Paolo V, tramutò l'interdetto in scomunica; il prelato altamurano Girolamo De Mari, recatosi a Roma per difendere le sue prerogative, venne arrestato e imprigionato. Nel 1622 fu tolta la scomunica, e tramite un concordato, sancito dalla bolla Decet romanum ponteficem del 15 febbraio, papa Gregorio XV riconobbe ai vescovi di Gravina il diritto all'esercizio degli iura episcopalia sulla Chiesa altamurana, con il divieto però di agire nel futuro contro il clero e il popolo di Altamura.
Da questo momento l'università e l'arcipretura di Altamura agirono presso la Santa Sede affinché l'arcipretura nullius fosse elevata a sede episcopale. A nulla però valsero i tentativi effettuati, finché, alla fine del Settecento, ottennero che i loro prelati fossero consacrati vescovi titolari. E così il 29 gennaio 1798 l'arciprete Gioacchino de Gemmis, in carica fin dal 1783, ottenne il titolo di vescovo in partibus di Listra; fu solennemente consacrato nella cattedrale di Altamura il 18 marzo, consacranti Agnello Cattaneo di Matera, Pietro Mancini di Minervino e Francesco Saverio Saggese di Montepeloso.
La vittoria definitiva di Altamura fu sancita con il concordato tra Santa Sede e Regno delle Due Sicilie del febbraio 1818, e con la successiva bolla De utiliori di papa Pio VII, con la quale il pontefice confermò la Chiesa di Altamura nel possesso e nell'esercizio dei suoi legittimi e canonici diritti (in possessione et exercitio eorum jurium quibus legitime et canonico gaudet, conservamus).
Il 17 agosto 1848, con la bolla Si aliquando di papa Pio IX, all'arcipretura nullius di Altamura fu unita aeque principaliter quella di Acquaviva, entrambe elevate a prelature nullius e rese immediatamente soggette alla Santa Sede. Altamura divenne la sede del prelato delle due sedi unite.

### Altamura e Acquaviva
Dopo l'annessione del Regno delle Due Sicilie da parte del Regno di Sardegna, divenuto ufficialmente Regno d'Italia nel 1861, si aprì un periodo difficile per la prelatura poiché per lungo tempo, ben 17 anni (1862-1879), non fu possibile la nomina di un prelato da parte del nuovo sovrano poiché il governo italiano non era riconosciuto dalla Santa Sede, e solo con papa Leone XIII si trovò un accordo sulle nomine.
All'inizio del Novecento, le due prelature comprendevano un totale di 5 parrocchie, di cui quattro ad Altamura.
In seguito al Concordato del 1929, la doppia prelatura smise di essere di patronato regio come chiesa palatina e la nomina passò direttamente al Vaticano, quindi il prelato Adolfo Verrienti (vescovo titolare di Calinda) si dimise nello stesso anno. Si noti peraltro che gran parte della ricca dotazione delle due arcipreture nullius era già stato trasferita nel 1891 a un'amministrazione civile unica per le chiese palatine e addirittura convertita in titoli di Stato nel 1915. Il clero venne perciò retribuito con assegni fissi a partire dalla prima guerra mondiale.
Mentre era prelato Domenico Dell'Aquila, fu celebrato l'unico sinodo delle due prelature, tra maggio e giugno del 1938.
Il 25 aprile 1975 il vescovo Salvatore Isgrò fu nominato sia prelato di Altamura che vescovo di Gravina (e Irsina), unendo così in persona episcopi le due sedi. Questo fu il primo passo dell'unione definitiva delle tre sedi vescovili, soprattutto dopo che, dall'8 aprile 1978, Isgrò fu nominato anche prelato di Acquaviva delle Fonti: il 17 ottobre successivo Isgrò costituì il Consiglio presbiterale interdiocesano; l'8 dicembre 1979 indisse la prima visita pastorale interdiocesana, attuata dal 1980 al 1981.
Il 20 ottobre 1980 con la bolla Qui Beatissimo Petro di papa Giovanni Paolo II Altamura e Acquaviva persero la loro secolare indipendenza ed entrarono a far parte della provincia ecclesiastica dell'arcidiocesi di Bari.
Al momento dell'unione con Gravina nel 1986, le due prelature erano costituite dai soli comuni sedi prelatizie e da 21 parrocchie, di cui 14 nel comune di Altamura. e 7 in quello di Acquaviva delle Fonti.

### Altamura-Gravina-Acquaviva delle Fonti
Il 30 settembre 1986 con il decreto Instantibus votis della Congregazione per i Vescovi la diocesi di Gravina e le due prelature di Altamura ed Acquaviva delle Fonti, già unite in persona episcopi dal 1975, furono unite con la formula plena unione e la nuova circoscrizione ecclesiastica ha assunto il nome attuale. Contestualmente la chiesa prelatizia di Altamura è stata elevata al rango di cattedrale ed il territorio di Santeramo in Colle, già parte dell'arcidiocesi di Bari-Bitonto, è stato annesso alla nuova circoscrizione ecclesiastica. Tarcisio Pisani divenne il primo vescovo di Altamura-Gravina-Acquaviva delle Fonti.
Dopo i lavori di restauro, il 12 aprile 2017 è stata riaperta al culto la cattedrale di Santa Maria Assunta ad Altamura.

## Cronotassi dei vescovi
Si omettono i periodi di sede vacante non superiori ai 2 anni o non storicamente accertati.

### Prelati di Altamura

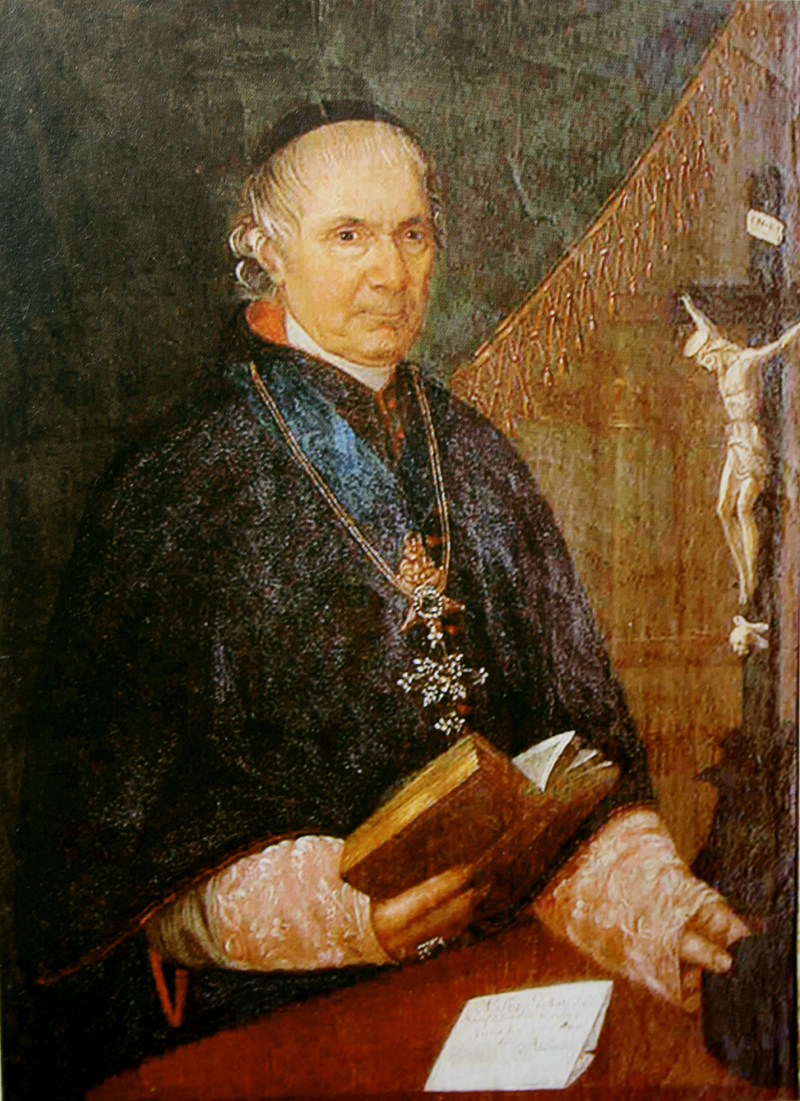
Gioacchino de Gemmis, prelato di Altamura (1783–1818).

- Riccardo da Brindisi † (febbraio 1232 - fine 1249 o inizio 1250 deceduto)
- Niccolò Barbara † (1250 - 1262)
- Giovanni Correnti † (1262 - 1264)
- Palmiro De Viana † (1265 - 1266)
- Niccolò Catamarra † (1270 - 1274 deceduto)
- Giovanni I † (1275 - 1278 dimesso)[35]
- Guglielmo De Corbolio † (21 ottobre 1279 - 1280 dimesso)
- Pietro De Lusarchiis † (1280 - 1284 deceduto)
- Roberto De Lusarchiis † (30 dicembre 1284 - 1285 dimesso)[36]
- Giovanni II † (1285 dimesso)[35]
- Giovanni III † (1285 - 1292 dimesso)[37]
- Dionigi Juppart † (26 aprile 1293 - 1295)
- Guglielmo De Venza † (1295 dimesso)
- Pietro De Angeriaco † (1º maggio 1296 - 1308)[38]
- Umberto De Montauro † (1308 - 1313)
- Rostaino di Candole † (1313 - 1328)
- Humfredo † (1328 - 1329)
- Pietro De Moreriis † (1329 - 1335 dimesso)
- Giovanni De Moreriis † (1336 - 1350)
- Dionigi De Merlino † (1350 - 1366)
- Guglielmo Gallo † (1367 - ?)
- Pietro D'Anfilia † (1394 - 1399)
- Antonio Berleth † (1400 - 1420)
- Antonio Della Rocca † (1420 - 1442)
- Pietro Di Gargano † (15 gennaio 1442 - 1464)
- Antonio D'Ajello † (1464 - 6 novembre 1472 nominato arcivescovo di Bari)
  - Antonio del Giudice (o De Pirro) † (1472 - 31 gennaio 1477 nominato vescovo di Castellaneta) (amministratore regio)
- Pietro Miguel † (febbraio 1477 - maggio 1477 dimesso)
- Francesco Rossi † (maggio 1477 - 1527 deceduto)
- Fabio Pignatelli † (29 luglio 1528 - circa febbraio 1529 dimesso)
- Niccolò Sapio † (2 febbraio 1529 - 1548 deceduto)
- Vincenzo Salazar † (1550 - 1557 deceduto)
- Vincenzo Palagano † (1557 - 1579 deceduto)
- Maurizio Moles † (5 novembre 1579 - 1580 dimesso)
- Giulio Moles † (1580 - 1586 dimesso)
- Girolamo De Mari † (1º marzo 1586 - 1624 deceduto)
  - Sede vacante (1624-1627)
- Rodrigo D'Anaja e Guevara † (1627 - 1635 deceduto)
  - Sede vacante (1635-1640)
- Alessandro Effrem † (12 aprile 1640 - 1644 deceduto)
  - Sede vacante (1644-1649)
- Giovanni Montero Olivares † (1649 - 1656 nominato priore di San Nicola a Bari)
- Giuseppe Cavalliere † (1656 - 9 giugno 1664 nominato vescovo di Monopoli)
- Pietro Magri † (giugno 1664 - 3 agosto 1688 deceduto)
- Nicola Abrusci † (circa maggio 1689 - 25 febbraio 1698 deceduto)
- Baldassarre De Lerma † (1699 - 11 maggio 1717 deceduto)
- Michele Orsi † (1718 - 2 marzo 1722 nominato arcivescovo di Otranto)
- Damiano Poloù † (1724 - 25 giugno 1727 nominato arcivescovo di Reggio Calabria)
- Antonio De Rinaldis † (20 settembre 1727 - 1746 deceduto)
- Marcello Papiniano Cusano † (6 luglio 1747 - 12 marzo 1753 nominato arcivescovo di Otranto)
- Giuseppe Mastrilli † (22 giugno 1753 - 1761 dimesso)
- Bruno Angrisani † (9 settembre 1761 - 29 giugno 1775 deceduto)
- Celestino Guidotti † (25 settembre 1775 - 1783 nominato vescovo di Monopoli)[39]
- Gioacchino de Gemmis † (11 giugno 1783 - 26 giugno 1818 nominato vescovo di Melfi e Rapolla)
- Federico Guarini, O.S.B. † (30 luglio 1818 - 23 giugno 1828 nominato vescovo di Venosa)
  - Cassiodoro Margarita † (1828 - 17 agosto 1848 dimesso) (amministratore regio)

### Prelati di Altamura e Acquaviva delle Fonti
- Giovanni Domenico Falconi † (17 agosto 1848 - 25 dicembre 1862 deceduto)[40]
  - Sede vacante (1862-1879)[41]
- Luigi Marcello Pellegrini † (9 settembre 1879 - 16 ottobre 1894 deceduto)
  - Sede vacante (1894-1899)
- Tommaso Cirielli † (12 marzo 1899 - 26 febbraio 1902 deceduto)
- Carlo Caputo † (1902 - 14 gennaio 1904 nominato nunzio apostolico in Baviera)
- Carlo Giuseppe Cecchini, O.P. † (27 gennaio 1904 - 4 dicembre 1909 nominato arcivescovo di Taranto)
- Adolfo Verrienti † (23 giugno 1910 - giugno 1929 dimesso)
  - Sede vacante (1929-1932)
- Domenico Dell'Aquila † (27 giugno 1932 - 12 luglio 1942 deceduto)
- Giuseppe Della Cioppa † (17 luglio 1943 - 2 dicembre 1947 nominato vescovo di Alife)
- Salvatore Rotolo, S.D.B. † (1º aprile 1948 - 1962 dimesso)
- Antonio D'Erchia † (17 dicembre 1962 - 29 giugno 1969 nominato vescovo di Monopoli)
  - Sede vacante (1969-1975)[42]

### Vescovi di Gravina e prelati di Altamura e Acquaviva delle Fonti
- Salvatore Isgrò † (25 aprile 1975 - 18 marzo 1982 nominato arcivescovo di Sassari)
- Tarcisio Pisani, O.M. † (28 giugno 1982 - 30 settembre 1986 nominato vescovo di Altamura-Gravina-Acquaviva delle Fonti)

### Vescovi di Altamura-Gravina-Acquaviva delle Fonti

Mario Paciello, vescovo di Altamura-Gravina-Acquaviva delle Fonti (1997–2013).

- Tarcisio Pisani, O.M. † (30 settembre 1986 - 14 marzo 1994 deceduto)
- Agostino Superbo (19 novembre 1994 - 6 agosto 1997 dimesso)
- Mario Paciello (6 agosto 1997 - 15 ottobre 2013 ritirato)
- Giovanni Ricchiuti (15 ottobre 2013 - 7 dicembre 2023 ritirato)
- Giuseppe Russo, dal 7 dicembre 2023

## Vescovi oriundi della diocesi
Elenco di alcuni sacerdoti nati nell'attuale territorio diocesano diventati vescovi:
- Papa Innocenzo XII (Spinazzola, 13 marzo 1615 - Roma, 27 settembre 1700)
- Papa Benedetto XIII (Gravina in Puglia, 2 febbraio 1649 - Roma, 21 febbraio 1730)
- Michele Continisio (Altamura, 4 giugno 1722 - Giovinazzo, 9 maggio 1810), vescovo di Giovinazzo e Terlizzi
- Giuseppe Maria Giove (Santeramo in Colle, 24 marzo 1773 - Gallipoli, 24 giugno 1848), vescovo di Bova; vescovo di Gallipoli
- Agostino Laera (Acquaviva delle Fonti, 24 maggio 1871 - Castellaneta, 17 gennaio 1942), vescovo di Castellaneta; vescovo titolare di Traianopoli di Frigia
- Giacomo Palombella (Acquaviva delle Fonti, 19 gennaio 1898 - Matera, 31 gennaio 1977), vescovo di Muro Lucano; vescovo di Calvi e Teano; arcivescovo metropolita di Matera
- Jolando Nuzzi (Santeramo in Colle, 2 febbraio 1911 - Nocera Inferiore, 27 dicembre 1986)
- Donato Squicciarini (Altamura, 24 aprile 1927 - Roma, 5 marzo 2006)
- Giacinto Berloco (Altamura, 31 agosto 1941), arcivescovo, titolo personale, titolare di Fidene, già nunzio apostolico in Belgio e Lussemburgo
- Domenico Cornacchia (Altamura, 13 febbraio 1950), vescovo di Molfetta-Ruvo-Giovinazzo-Terlizzi
- Michele Castoro (Altamura, 14 gennaio 1952 - San Giovanni Rotondo, 5 maggio 2018), vescovo di Oria; arcivescovo di Manfredonia-Vieste-San Giovanni Rotondo
- Giovanni Peragine, B. (Altamura, 25 giugno 1965), vescovo titolare di Fenice, amministratore apostolico dell'Albania meridionale

## Feste della diocesi
| Data                    | Celebrazione                                                                                          |
| ----------------------- | --- |
| 20 gennaio              | San Sebastiano, patrono di Spinazzola                                                                 |
| 1º martedì di marzo     | Maria Santissima di Costantinopoli, patrona secondaria di Acquaviva delle Fonti                       |
| 19 marzo                | San Giuseppe, patrono secondario di Altamura                                                          |
| 5 maggio                | Sant'Irene da Lecce, patrona di Altamura e della diocesi                                              |
| 9 maggio                | Anniversario della dedicazione della concattedrale di Santa Maria Assunta a Gravina in Puglia         |
| 26 maggio               | San Filippo Neri, patrono secondario di Gravina in Puglia                                             |
| 2 giugno                | Sant'Erasmo di Formia, patrono di Santeramo in Colle                                                  |
| 11 agosto               | Maria Addolorata, patrona di Poggiorsini                                                              |
| 14 agosto               | Ritorno in Santuario del quadro di Maria Santissima del Bosco, patrona secondaria di Spinazzola       |
| 15 agosto               | Assunzione di Maria, titolare della cattedrale di Altamura e della concattedrale di Gravina in Puglia |
| 1º martedì di settembre | Maria Santissima di Costantinopoli, patrona secondaria di Acquaviva delle Fonti                       |
| 10 settembre            | Maria Santissima del Buoncammino, patrona secondaria di Altamura                                      |
| 20 settembre            | Sant'Eustachio, patrono di Acquaviva delle Fonti e patrono secondario della diocesi                   |
| 29 settembre            | San Michele arcangelo, patrono di Gravina in Puglia e patrono secondario della diocesi                |
| 24 ottobre              | Anniversario della dedicazione della cattedrale di Santa Maria Assunta ad Altamura                    |
| 26 novembre             | Anniversario della dedicazione della concattedrale di Sant'Eustachio ad Acquaviva delle Fonti         |
| 6 dicembre              | San Nicola di Bari, patrono della Puglia                                                              |
| Venerdì santo           | Legno santo, reliquia della Croce di Gesù conservata a Gravina in Puglia                              |
| Martedì di Pasqua       | Arrivo del quadro di Maria Santissima del Bosco (patrona secondaria di Spinazzola) in città           |

## Statistiche
La diocesi nel 2023 su una popolazione di 166.700 persone contava 162.800 battezzati, corrispondenti al 97,7% del totale.
| anno                                              | popolazione | popolazione | popolazione | presbiteri | presbiteri | presbiteri | presbiteri                | diaconi | religiosi | religiosi | parrocchie |
| anno                                              | battezzati  | totale      | %           | numero     | secolari   | regolari   | battezzati per presbitero | diaconi | uomini    | donne     | parrocchie |
| ------------------------------------------------- | ----------- | ----------- | ----------- | ---------- | ---------- | ---------- | ------------------------- | ------- | --------- | --------- | ---------- |
| Prelatura di Altamura e Acquaviva delle Fonti     |             |             |             |            |            |            |                           |         |           |           |            |
| 1950                                              | 37.750      | 37.965      | 99,4        | 47         | 42         | 5          | 803                       |         | 5         | 50        | 9          |
| 1969                                              | 60.682      | 61.670      | 98,4        | 56         | 45         | 11         | 1.083                     |         | 14        | 150       | 18         |
| 1980                                              | 65.326      | 67.860      | 96,3        | 60         | 49         | 11         | 1.088                     |         | 14        | 153       | 20         |
| Diocesi di Altamura-Gravina-Acquaviva delle Fonti |             |             |             |            |            |            |                           |         |           |           |            |
| 1990                                              | 150.070     | 150.674     | 99,6        | 96         | 71         | 25         | 1.563                     | 1       | 36        | 267       | 39         |
| 1999                                              | 158.200     | 159.826     | 99,0        | 95         | 74         | 21         | 1.665                     | 5       | 23        | 180       | 39         |
| 2000                                              | 158.650     | 160.173     | 99,0        | 102        | 76         | 26         | 1.555                     | 5       | 28        | 233       | 39         |
| 2001                                              | 162.000     | 163.408     | 99,1        | 95         | 72         | 23         | 1.705                     | 9       | 31        | 215       | 39         |
| 2002                                              | 162.000     | 162.986     | 99,4        | 96         | 74         | 22         | 1.687                     | 9       | 34        | 197       | 39         |
| 2003                                              | 163.938     | 165.138     | 99,3        | 106        | 81         | 25         | 1.546                     | 9       | 32        | 196       | 39         |
| 2004                                              | 161.864     | 165.090     | 98,0        | 105        | 80         | 25         | 1.541                     | 10      | 32        | 190       | 39         |
| 2006                                              | 163.735     | 168.658     | 97,1        | 95         | 76         | 19         | 1.723                     | 8       | 25        | 193       | 40         |
| 2012                                              | 168.500     | 170.500     | 98,8        | 91         | 69         | 22         | 1.851                     | 11      | 24        | 160       | 40         |
| 2015                                              | 170.400     | 172.400     | 98,8        | 90         | 68         | 22         | 1.893                     | 11      | 24        | 155       | 40         |
| 2018                                              | 166.900     | 170.400     | 97,9        | 88         | 68         | 20         | 1.896                     | 9       | 21        | 160       | 40         |
| 2020                                              | 165.730     | 169.730     | 97,6        | 89         | 65         | 24         | 1.862                     | 11      | 26        | 160       | 40         |
| 2022                                              | 163.500     | 167.400     | 97,7        | 89         | 65         | 24         | 1.837                     | 11      | 26        | 160       | 40         |
| 2023                                              | 162.800     | 166.700     | 97,7        | 89         | 65         | 24         | 1.829                     | 11      | 26        | 160       | 40         |